# دیل ارنهارت
دیل ارنهارت (انگلیسی: Dale Earnhardt; ۲۹ آوریل ۱۹۵۱ – ۱۸ فوریهٔ ۲۰۰۱) راننده خودروی مسابقه‌ای اهل ایالات متحده آمریکا بود.

## مرگ
در جریان ۵۰۰ مایلی دیتونا در دیتونا اینترنشنال اسپیدوی در ۱۸ فوریهٔ ۲۰۰۱، ارنهارت در یک تصادف سه‌ماشینی در دور پایانی مسابقه کشته شد. او پس از برخوردی جزئی با استرلینگ مارلین با شرادر تصادف کرد و به دیوارهٔ خارجی مسیر مستقیماً برخورد کرد. در لحظهٔ تصادف، ارنهارت مشغول مسدود کردن مسیر شرادر از بیرون و مارلین از داخل بود. خودروهای ارنهارت و شرادر هر دو از شیب آسفالتی مسیر خارج شدند و به چمن داخلی پیچ چهارم رفتند. چند ثانیه بعد، راننده‌اش مایکل والتریپ مسابقه را برد، در حالی که هم‌تیمی والتریپ و پسر ارنهارت، ارنهارت جونیور دوم شد. ارنهارت در مرکز پزشکی هالیفاکس ساعت ۱۷:۱۶ به وقت استاندارد شرقی (۲۲:۱۶ به وقت هماهنگ جهانی) درگذشت؛ او ۴۹ سال داشت. نسکار رئیس مایک هلتون در بیانیه‌ای رسمی مرگ ارنهارت را تأیید کرد. کالبدشکافی انجام‌شده در ۱۹ فوریهٔ ۲۰۰۱ نشان داد که ارنهارت دچار شکستگی قاعدهٔ جمجمه کشنده شده‌است. چهار روز بعد، در ۲۲ فوریه، مراسم عمومی خاکسپاری ارنهارت در کلیسای کالواری در شارلوت، کارولینای شمالی برگزار شد.

### پیامدها
در روزهای پس از مرگ ارنهارت چندین نشست خبری برگزار شد. پس از آنکه استرلینگ مارلین و خانواده‌اش از سوی برخی طرفداران تهدید به مرگ شدند، مایکل والتریپ و ارنهارت جونیور او را از هرگونه تقصیر تبرئه کردند.
پلیس دیتونا بیچ و نسکار هر دو تحقیقات مستقلی دربارهٔ تصادف آغاز کردند؛ تقریباً تمام جزئیات تصادف منتشر شد. اتهاماتی دربارهٔ نقص کمربند ایمنی مطرح شد که منجر به استعفای بیل سیمپسون از شرکت خودش شد؛ شرکتی که کمربند ایمنی ماشین ارنهارت و اکثر خودروهای دیگر نسکار را تولید کرده بود. در اکتبر ۲۰۰۱، نسکار استفاده از دستگاه HANS را برای رانندگان سه سری اصلی خود اجباری کرد؛ دستگاهی که ارنهارت پیش از آن استفاده از آن را به‌خاطر ناراحتی رد کرده بود.
جسد ارنهارت پس از مراسم خصوصی، در ملک شخصی‌اش در موریسویل، کارولینای شمالی به خاک سپرده شد.

## یادبود
مرگ دیل ارنهارت تأثیری عمیق بر فرهنگ عمومی ایالات متحده و دنیای اتومبیل‌رانی گذاشت. چند روز پس از حادثه، طرفداران در پیست دیتونا و اطراف آن یادبودهایی ساختند، گل‌آرایی کردند و با شمع‌افروزی یاد او را گرامی داشتند. شمارهٔ ماشین او یعنی ۳ به نمادی از یادبود تبدیل شد و در بسیاری از مسابقات بعدی توسط تیم‌ها و رانندگان دیگر به احترام او مورد تجلیل قرار گرفت.
در سال ۲۰۰۲، مجسمه‌ای از ارنهارت در ورودی دیتونا اینترنشنال اسپیدوی نصب شد که محل اصلی مسابقات او بود. همچنین در موزه تالادیگا و تالار افتخار نسکار، بخش‌هایی ویژه به یاد و افتخار او اختصاص یافته‌اند.
ارنهارت در سال ۲۰۱۰ به عنوان یکی از اعضای اولیه به تالار افتخار نسکار راه یافت. او هم‌چنان یکی از محبوب‌ترین و تاثیرگذارترین چهره‌های تاریخ نسکار به شمار می‌رود.